# Beania
Beania är ett släkte av mossdjur som beskrevs av Johnston 1840. Beania ingår i familjen Beaniidae.
Släktet Beania indelas i:
- Beania admiranda
- Beania alaskensis
- Beania aspinosa
- Beania asymmetrica
- Beania australis
- Beania australopacifica
- Beania bilaminata
- Beania carteri
- Beania challengeri
- Beania columbiana
- Beania conferta
- Beania cookae
- Beania costata
- Beania cribrimorpha
- Beania crotali
- Beania cupulariensis
- Beania cylindrica
- Beania decumbens
- Beania diademata
- Beania discodermiae
- Beania distans
- Beania elongata
- Beania erecta
- Beania farreae
- Beania fragilis
- Beania gigantavicularis
- Beania hexaceras
- Beania hexamicorum
- Beania hirtissima
- Beania hyadesi
- Beania inermis
- Beania intermedia
- Beania klugei
- Beania lagenula
- Beania magellanica
- Beania maxilla
- Beania minuspina
- Beania mirabilis
- Beania multispinosa
- Beania octaceras
- Beania ostia
- Beania paucispinosa
- Beania pectinata
- Beania petiolata
- Beania plurispinosa
- Beania proboscidea
- Beania pseudocolumbiana
- Beania pulchella
- Beania quadricornuta
- Beania rediviva
- Beania regularis
- Beania robusta
- Beania scotti
- Beania spinigera
- Beania stonycha
- Beania thula
- Beania trampida
- Beania uniarmata
- Beania vanhoeffeni
- Beania vegae
- Beania wilsoni